# Bernardino Montaña de Monserrate
Bernardino Montaña de Monserrate (Barcelona, circa 1480-Valladolid, 1558) fue un médico y escritor español. Sus datos biográficos conocidos son muy escasos. Realizó sus estudios fuera de España, posiblemente en Montpellier.

## Biografía
Vivió gran parte de su vida en Valladolid, en cuya universidad ocupó la cátedra de anatomía, y fue médico y cirujano del emperador Carlos V (I de España). Entre 1532 y 1535, fue profesor en la Facultad de Medicina de la Universidad de Granada, además de ejercer como médico al servicio del Marqués de Mondéjar y de los colegios de teólogos y niños moriscos. En 1551 escribió el Libro de la anatomía del hombre, el primer tratado de anatomía en castellano.